# لورنس فریدمن
سر لورنس فریدمن (انگلیسی: Lawrence Freedman؛ زادهٔ ۷ دسامبر ۱۹۴۸) کارشناس سیاسی، و استاد سابق مطالعات جنگی در دانشگاه کینگز لندن است. او را «مرجع مطالعات استراتژیک در بریتانیا» توصیف کرده‌اند. فریدمن همچنین از اعضای گزارش چیلکات در مورد عراق بوده‌است.